# Domaine de Muramatsu
Pour les articles homonymes, voir Muramatsu.
Le domaine de Muramatsu (村松藩, Muramatsu-han) est un fief féodal japonais de l'époque d'Edo situé dans la province d'Echigo (actuelle préfecture de Niigata). Il était dirigé à partir du jin'ya de Muramatsu (devenu plus tard le château de Muramatsu) dans l'actuelle ville de Gosen par le clan Hori durant la totalité de son histoire.

## Histoire
À la mort de Hori Naoyori, le daimyō du domaine de Murakami, une portion de 30 000 koku de ses terres est séparée en un domaine distinct pour son plus jeune fils, Hori Naotoki. Cela marque la création du domaine de Muramatsu. Cependant, plus précisément, Hori Naoyori installe son siège à Yasuda dans la province d'Echigo, et ce n'est que sous son fils, Hori Naoyoshi, que le jin'ya est installé à Muramatsu. La région du domaine est principalement montagneuse et peu adaptée au développement de nouvelles rizicultures. Son kokudaka réel est seulement d'environ 40 000 koku. Bien que Hori Naoyoshi tente mettre en place un cadastre et une réforme agraire, il meurt avant leur achèvement et le domaine est perpétuellement endetté. Sous le 8e daimyō, Hori Naoyasu, plusieurs réformes fiscales sont initiées, ce qui provoque une révolte paysanne en 1814. Sous le 9e daimyō, Hori Naohide, une réforme plus réussie est effectuée, et des produits tissés, du papier washi, du thé vert, et une forme de céramique, appelée Muramatsu-yaki, se développent pour augmenter les revenus du domaine. Il acquiert également le statut de domaine de château en 1850.
Durant le Bakumatsu, les samouraïs du domaine se divisent rapidement entre une faction conservatrice menée par le 11e daimyō, Hori Naoyoshi, et une faction pro-sonnō jōi. Durant la guerre de Boshin, Hori Naoyoshi dirige le domaine au sein de l'Ōuetsu Reppan Dōmei mais il change de camp quelques mois plus tard. En juillet 1871, avec l'abolition du système han, le domaine de Muramatsu devient brièvement la préfecture de Muramatsu puis est absorbé dans la nouvelle préfecture de Niigata. Sous le nouveau gouvernement de Meiji, Hori Yukihiro, le dernier daimyō du domaine de Muramatsu reçoit le titre de vicomte (shishaku) selon le système nobiliaire kazoku.

## Possessions à la fin de l'époque d'Edo
Comme la plupart des domaines japonais, Muramatsu est composé de plusieurs territoires discontinus dont la valeur kokudaka est fondée sur une estimation périodique du potentiel agricole,.
- Province d'Echigo
  - 104 villages dans le district de Kambara

## Liste des daimyōs
| #                            | Nom                    | Règne     | Titre de courtoisie    | Rang de cour            | Kokudaka    | Notes |
| ---------------------------- | ---------------------- | --------- | ---------------------- | ----------------------- | ----------- | ----- |
| Clan Hori (tozama) 1639-1871 |                        |           |                        |                         |             |       |
| 1                            | Hori Naotoki (堀直時)  | 1639-1643 | Tango-no-kami (丹後守) | 5e inférieur (従五位下) | 30 000 koku |       |
| 2                            | Hori Naoyoshi (堀直吉) | 1643-1676 | Tango-no-kami (丹後守) | 5e inférieur (従五位下) | 30 000 koku |       |
| 3                            | Hori Naotoshi (堀直利) | 1676-1711 | Tango-no-kami (丹後守) | 5e inférieur (従五位下) | 30 000 koku |       |
| 4                            | Hori Naoyuki (堀直為)  | 1711-1736 | Ukyo-no-suke (左京亮)  | 5e inférieur (従五位下) | 30 000 koku |       |
| 5                            | Hori Naotaka (堀直堯)  | 1736-1785 | Tango-no-kami (丹後守) | 5e inférieur (従五位下) | 30 000 koku |       |
| 6                            | Hori Naonori (堀直教)  | 1785-1795 | Ukyo-no-suke (左京亮)  | 5e inférieur (従五位下) | 30 000 koku |       |
| 7                            | Hori Naokata (堀直方)  | 1795-1802 | Ukyo-no-suke (左京亮)  | 5e inférieur (従五位下) | 30 000 koku |       |
| 8                            | Hori Naoyasu (堀直庸)  | 1802-1819 | Tango-no-kami (丹後守) | 5e inférieur (従五位下) | 30 000 koku |       |
| 9                            | Hori Naohide (堀直央)  | 1819-1857 | Tango-no-kami (丹後守) | 5e inférieur (従五位下) | 30 000 koku |       |
| 10                           | Hori Naoyasu (堀直休)  | 1857-1860 | Tango-no-kami (丹後守) | 5e inférieur (従五位下) | 30 000 koku |       |
| 11                           | Hori Naoyoshi (堀直賀) | 1860-1868 | Ukyo-no-suke (左京亮)  | 5e inférieur (従五位下) | 30 000 koku |       |
| 12                           | Hori Naohiro (堀直弘)  | 1868-1871 | Aucun                  | 5e inférieur (従五位下) | 30 000 koku |       |